# 卵巢滤泡囊肿
卵巢滤泡囊肿（英語：follicular cyst of ovary, follicular cyst），或囊状滤泡囊肿（英語：graafian follicle cyst）是一类单纯滤泡囊肿，也是最常见的一类卵巢囊肿。

## 病理机制
这类疾病发生于未发生排卵的情况，滤泡没有及时破裂或者排出，而继续生长直到形成囊肿，或者一个成熟卵泡消失。它通常形成于排卵期，可以生长到直径超过7厘米。囊肿呈薄壁状、链接一层或多层的粒层细胞，并充满清晰液体。

## 呈现
当滤泡囊肿发生破裂时，卵巢会感到尖锐疼痛，这类疼痛（有时也称经间痛）发生于月经的排卵中期。通常这类囊肿并不会引起疼痛，并在几个月中消失。
超声波是一类检测滤泡囊肿的方式，有时候也可以采用盆腔检测。